# Apátistvánfalva, Vas
Apátistvánfalva (în slovenă Števanovci) este un sat în districtul Szentgotthárd, județul Vas, Ungaria, având o populație de 379 de locuitori (2011).

## Demografie
Componența etnică a satului Apátistvánfalva
     Maghiari (57,41%)
     Sloveni (39,73%)
     Germani (2,86%)
Componența confesională a satului Apátistvánfalva
     Fără religie (2,64%)
     Necunoscută (97,36%)
Conform recensământului din 2011, satul Apátistvánfalva avea 379 de locuitori. Din punct de vedere etnic, majoritatea locuitorilor (57,41%) erau maghiari, existând și minorități de sloveni (39,73%) și germani (2,86%). Nu există o religie majoritară, locuitorii fiind  și persoane fără religie (2,64%). Pentru 97,36% din locuitori nu este cunoscută apartenența confesională.